# Voltar
Ne doit pas être confondu avec Voltar (Hubbard).
Voltar est une série de bande dessinée d'heroic fantasy créée par Alfredo Alcala. Elle a été publiée à partir de juillet 1963 dans le périodique philippin Alcala Fight Comix et sa dernière histoire inédite est parue dans le comic book américain The Rook Magazine en 1981.
Dessinée dans un style réaliste détaillé évoquant la gravure, cette série inspirée par la saga romanesque Conan le barbare permet à Alcala d'être remarqué aux États-Unis et d'y effectuer une carrière fructueuse.